# Alfred D'Hont
 (octobre 2018).
Alfred Edouard D'Hont, alias Donato, né à Chênée (province de Liège) en mars 1845 et mort à Paris 7e le 13 novembre 1900 est un magnétiseur public belge connu pour les démonstrations spectaculaires qu'il fit à travers l'Europe dans les années 1870-1880.

## Biographie
D'Hont effectue ses premières séances de magnétisme à Liège, en 1874. En 1880, il effectue une tournée en Suisse : Genève, Lausanne, Neuchâtel, Fribourg, Montreux, Berne, La Chaux-de-Fonds, Bâle et Sion. Lors de cette tournée, il rencontre l'ophtalmologue lausannois Marc Dufour et d'autres médecins. Jean-Martin Charcot, chef du service de Neurologie à la Salpêtrière, et Charles Richet découvrent l'hypnotisme au cours des spectacles de cabaret où il se produit. Il a préfacé le livre d'Edouard Cavailhon, La Fascination magnétique (1882). Directeur de la revue Le Magnétisme. Revue générale des sciences physiopsychologiques, parue en 1886, il a été à l'origine du donatisme, théorie qui insiste sur le rôle de l'imitation en hypnose.
Il est inhumé à Chênée.